# Tachytrechus callosus
Tachytrechus callosus är en tvåvingeart som först beskrevs av Becker 1922.  Tachytrechus callosus ingår i släktet Tachytrechus och familjen styltflugor. Inga underarter finns listade i Catalogue of Life.